# Yan Zi
Dit is een Chinese naam; de familienaam is Yan.
Yan Zi (晏紫), (Sichuan, 12 november 1984) is een voormalig professioneel tennisspeelster uit China. Zij begon met tennis toen zij zes jaar oud was. Haar favoriete ondergrond was hardcourt. Zij begon haar professionele carrière in 2003 en beëindigde die in 2013. In 2014 kreeg zij de nationaliteit van Hongkong, waarvoor zij in april 2016 aanvoerder werd van het Fed Cup-team.

## Loopbaan
In het enkelspel wist zij één titel te behalen op de WTA-tour: in 2005 won zij het toernooi van Guangzhou door de Spaanse Nuria Llagostera Vives in de finale te verslaan.
In het dubbelspel had Yan meer succes. In 2006 won zij de finale van het Australian Open en die van Wimbledon met haar landgenote Zheng Jie. In totaal won zij 33 toernooien (17 WTA en 16 ITF), waarvan de meeste met Zheng.
In het gemengd dubbelspel bereikte Yan in 2007/2008 driemaal de halve finale, steeds met Mark Knowles (Bahama's).
In de periode 2002–2009 maakte Yan deel uit van het Chinese Fed Cup-team – zij behaalde daar een winst/verlies-balans van 4–6.

## Posities op deWTA-ranglijst
Positie per einde seizoen:
| jaar | rang enkelspel | rang dubbelspel |
| ---- | -------------- | --------------- |
| 2000 | 642            | –               |
| 2001 | 468            | 276             |
| 2002 | 299            | 138             |
| 2003 | 179            | 74              |
| 2004 | 248            | 39              |
| 2005 | 103            | 31              |
| 2006 | 166            | 4               |
| 2007 | 60             | 15              |
| 2008 | 128            | 13              |
| 2009 | 312            | 23              |
| 2010 | 423            | 22              |
| 2011 | –              | 91              |
| 2012 | –              | 528             |
| 2013 | –              | 372             |

## Palmares
| Legenda                | Legenda                  |
| ---------------------- | ------------------------ |
| Grandslamtoernooi      |                          |
| Olympische Spelen      |                          |
| Year-End Championships |                          |
| tot 2009               | 2009 – 2020 / vanaf 2021 |
| Tier I                 | Premier Mandatory        |
| Tier II                | Premier Five / WTA 1000  |
| Tier III               | Premier / WTA 500        |
| Tier IV & V            | International / WTA 250  |
|                        | Challenger / WTA 125     |

### WTA-finaleplaatsen enkelspel
| nr.              | finale     | toernooi      | ondergrond | tegenstandster         | score          |         |
| ---------------- | ---------- | ------------- | ---------- | ---------------------- | -------------- | ------- |
| gewonnen finales |            |               |            |                        |                |         |
| 1.               | 2005-10-02 | WTA Guangzhou | hardcourt  | Nuria Llagostera Vives | 6-4, 4-0, opg. | details |

### WTA-finaleplaatsen vrouwendubbelspel
| nr.              | finale     | toernooi              | ondergrond | partner               | tegenstandsters                            | score            |         |
| ---------------- | ---------- | --------------------- | ---------- | --------------------- | ------------------------------------------ | ---------------- | ------- |
| gewonnen finales |            |                       |            |                       |                                            |                  |         |
| 1.               | 2005-01-14 | WTA Hobart            | hardcourt  | Zheng Jie             | Anabel Medina Garrigues Dinara Safina      | 6-4, 7-5         | details |
| 2.               | 2005-02-12 | WTA Haiderabad        | hardcourt  | Zheng Jie             | Li Ting Sun Tiantian                       | 6-4, 6-1         | details |
| 3.               | 2006-01-29 | Australian Open       | hardcourt  | Zheng Jie             | Lisa Raymond Samantha Stosur               | 2-6, 7-6, 6-3    | details |
| 4.               | 2006-05-14 | WTA Berlijn           | gravel     | Zheng Jie             | Jelena Dementjeva Flavia Pennetta          | 6-2, 6-3         | details |
| 5.               | 2006-05-21 | WTA Rabat             | gravel     | Zheng Jie             | Ashley Harkleroad Bethanie Mattek          | 6-1, 6-3         | details |
| 6.               | 2006-06-24 | WTA Rosmalen          | gras       | Zheng Jie             | Ana Ivanović Maria Kirilenko               | 3-6, 6-2, 6-2    | details |
| 7.               | 2006-07-09 | Wimbledon             | gras       | Zheng Jie             | Virginia Ruano Pascual Paola Suárez        | 6-3, 3-6, 6-2    | details |
| 8.               | 2006-08-26 | WTA New Haven         | hardcourt  | Zheng Jie             | Lisa Raymond Samantha Stosur               | 6-4, 6-2         | details |
| 9.               | 2007-04-15 | WTA Charleston        | gravel     | Zheng Jie             | Peng Shuai Sun Tiantian                    | 7-5, 6-0         | details |
| 10.              | 2007-05-26 | WTA Straatsburg       | gravel     | Zheng Jie             | Alicia Molik Sun Tiantian                  | 6-3, 6-4         | details |
| 11.              | 2007-09-30 | WTA Guangzhou         | hardcourt  | Peng Shuai            | Vania King Sun Tiantian                    | 6-3, 6-4         | details |
| 12.              | 2007-10-07 | WTA Japan (Tokio)     | hardcourt  | Sun Tiantian          | Chuang Chia-jung Vania King                | 1-6, 6-2, [10-6] | details |
| 13.              | 2007-10-14 | WTA Bangkok           | hardcourt  | Sun Tiantian          | Ayumi Morita Junri Namigata                | walk-over        | details |
| 14.              | 2008-01-11 | WTA Sydney            | hardcourt  | Zheng Jie             | Tetjana Perebyjnis Tatjana Poetsjek        | 6-4, 7-6         | details |
| 15.              | 2008-05-24 | WTA Straatsburg       | gravel     | Tetjana Perebyjnis    | Chan Yung-jan Chuang Chia-jung             | 6-4, 6-7, [10-6] | details |
| 16.              | 2009-08-09 | WTA Los Angeles       | hardcourt  | Chuang Chia-jung      | Maria Kirilenko Agnieszka Radwańska        | 6-0, 4-6, [10-7] | details |
| 17.              | 2010-04-11 | WTA Ponte Vedra Beach | gravel     | Bethanie Mattek-Sands | Chuang Chia-jung Peng Shuai                | 4-6, 6-4, [10-8] | details |
| verloren finales |            |                       |            |                       |                                            |                  |         |
| 1.               | 2003-06-14 | WTA Wenen             | gravel     | Zheng Jie             | Li Ting Sun Tiantian                       | 3-6, 4-6         | details |
| 2.               | 2005-09-18 | WTA Bali              | hardcourt  | Zheng Jie             | Anna-Lena Grönefeld Meghann Shaughnessy    | 3-6, 3-6         | details |
| 3.               | 2005-09-25 | WTA Peking            | hardcourt  | Zheng Jie             | Nuria Llagostera Vives María Vento-Kabchi  | 2-6, 4-6         | details |
| 4.               | 2006-02-12 | WTA Pattaya           | hardcourt  | Zheng Jie             | Li Ting Sun Tiantian                       | 6-3, 1-6, 6-7    | details |
| 5.               | 2006-08-13 | WTA Stockholm         | hardcourt  | Zheng Jie             | Eva Birnerová Jarmila Gajdošová            | 6-0, 4-6, 2-6    | details |
| 6.               | 2008-01-05 | WTA Gold Coast        | hardcourt  | Zheng Jie             | Dinara Safina Ágnes Szávay                 | 1-6, 2-6         | details |
| 7.               | 2008-03-01 | WTA Dubai             | hardcourt  | Zheng Jie             | Cara Black Liezel Huber                    | 5-7, 2-6         | details |
| 8.               | 2008-03-22 | WTA Indian Wells      | hardcourt  | Zheng Jie             | Dinara Safina Jelena Vesnina               | 1-6, 6-1, [8-10] | details |
| 9.               | 2008-09-21 | WTA Guangzhou         | hardcourt  | Sun Tiantian          | Marija Koryttseva Tatjana Poetsjek         | 3-6, 6-4, [8-10] | details |
| 10.              | 2009-05-23 | WTA Warschau          | gravel     | Zheng Jie             | Raquel Kops-Jones Bethanie Mattek-Sands    | 1-6, 1-6         | details |
| 11.              | 2010-05-22 | WTA Warschau          | gravel     | Cara Black            | Virginia Ruano Pascual Meghann Shaughnessy | 3-6, 4-6         | details |

## Resultaten grandslamtoernooien
| Legenda | Legenda                          |
| ------- | -------------------------------- |
| g.t.    | geen toernooi gehouden           |
| l.c.    | lagere categorie                 |
| –       | niet deelgenomen                 |
| G       | uitgeschakeld in de groepsfase   |
| 1R      | uitgeschakeld in de eerste ronde |
| 2R      | uitgeschakeld in de tweede ronde |
| 3R      | uitgeschakeld in de derde ronde  |
| 4R      | uitgeschakeld in de vierde ronde |
| KF      | uitgeschakeld in de kwartfinale  |
| HF      | uitgeschakeld in de halve finale |
| F       | de finale verloren               |
| W       | het toernooi gewonnen            |
| w-v     | winst/verlies-balans             |

### Enkelspel
| Toernooi        | 2006 | 2007 | 2008 |
| --------------- | ---- | ---- | ---- |
| Australian Open | 2R   | –    | 1R   |
| Roland Garros   | 1R   | –    | 1R   |
| Wimbledon       | 1R   | 1R   | 1R   |
| US Open         | 1R   | 1R   | 1R   |

### Vrouwendubbelspel
| Toernooi        | 2003 | 2004 | 2005 | 2006 | 2007 | 2008 | 2009 | 2010 | 2011 |    | 2013 |
| --------------- | ---- | ---- | ---- | ---- | ---- | ---- | ---- | ---- | ---- | -- | ---- |
| Australian Open | –    | KF   | 1R   | W    | HF   | HF   | 3R   | KF   | 2R   | 1R |      |
| Roland Garros   | –    | 1R   | 3R   | HF   | 1R   | 3R   | KF   | 3R   | –    | –  |      |
| Wimbledon       | –    | 3R   | –    | W    | KF   | 3R   | 3R   | 2R   | –    | 1R |      |
| US Open         | 1R   | 2R   | KF   | KF   | 2R   | KF   | KF   | 2R   | –    | –  |      |

### Gemengd dubbelspel
| toernooi        | 2004 | 2005 | 2006 | 2007 | 2008 | 2009 | 2010 | 2011 |    | 2013 |
| --------------- | ---- | ---- | ---- | ---- | ---- | ---- | ---- | ---- | -- | ---- |
| Australian Open | –    | 1R   | –    | 2R   | HF   | 2R   | 2R   | 1R   | 2R |      |
| Roland Garros   | –    | –    | 1R   | HF   | 2R   | 1R   | 1R   | –    | –  |      |
| Wimbledon       | 2R   | –    | 2R   | 2R   | 2R   | 2R   | 3R   | –    | –  |      |
| US Open         | –    | –    | 2R   | HF   | 1R   | KF   | 1R   | –    | –  |      |